# Blätter der Wohlfahrtspflege
Die Blätter der Wohlfahrtspflege sind eine erstmals 1848 als Blätter für das Armenwesen erschienene Zeitschrift, die sich heute mit Fragen der Sozialarbeit beschäftigt.

## Geschichte
Am 8. Januar 1848 erschienen die Zeitschrift Blätter der Wohlfahrtspflege erstmals unter dem Titel Blätter für das Armenwesen und zwar zunächst als wöchentliche Beilage zu der in Stuttgart herausgegebenen liberal-konservativen Tageszeitung Schwäbischer Merkur, bald darauf als eigenständige Zeitschrift. Herausgeber der Blätter für das Armenwesen war die Centralleitung des Wohlthätigkeitsvereins, die im Jahre 1816 von Königin Katharina von Württemberg gegründet worden war und die nach Jahren der Missernten, Hungersnot und Teuerung in Württemberg eine umfangreiche Wohltätigkeitsarbeit entfalten sollte.

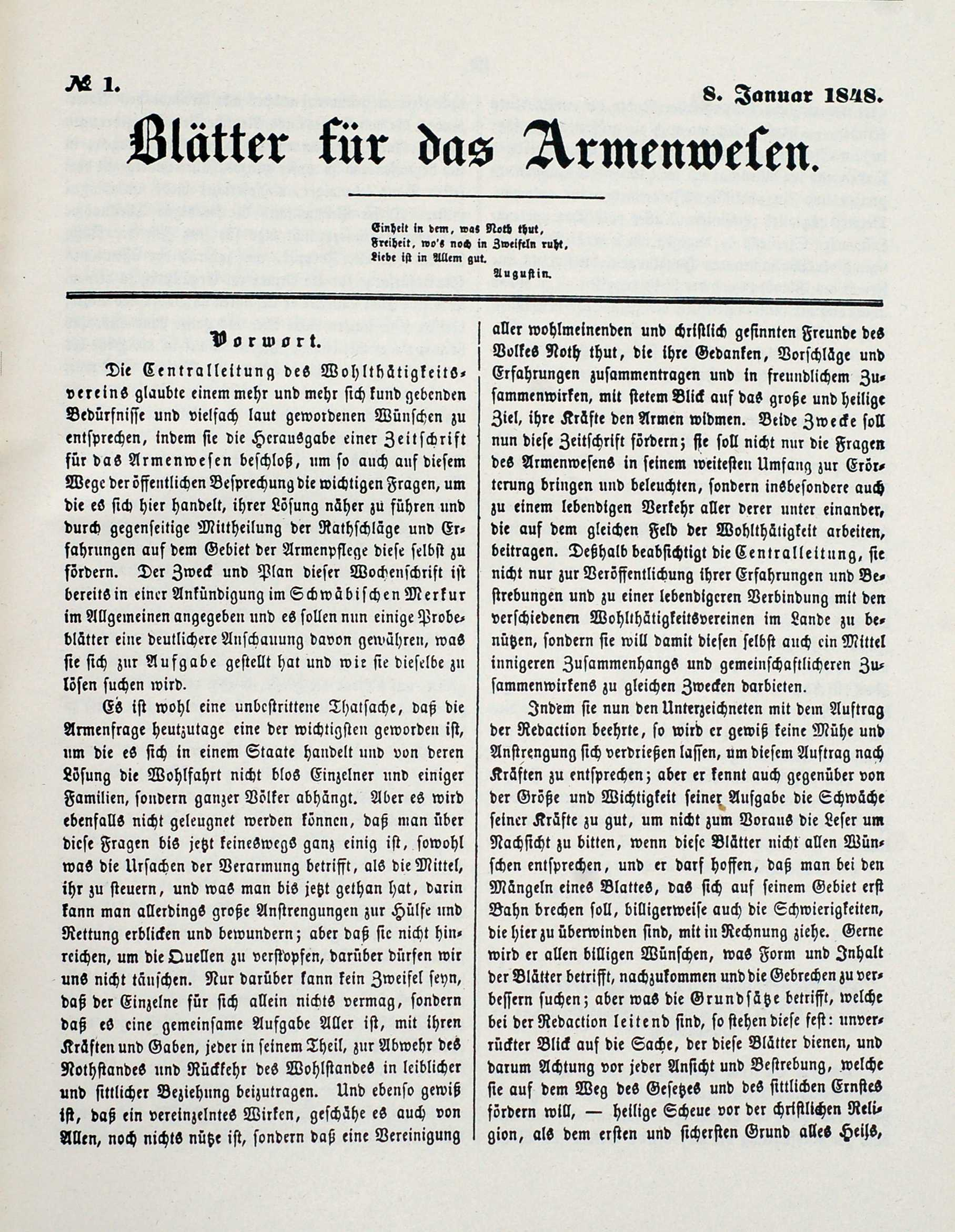
Erstausgabe der Blätter für das Armenwesen

Die Zeitschrift enthielt grundsätzliche Artikel zur Armenpflege und zur sozialen Hilfstätigkeit, Berichte der damaligen Wohltätigkeitsvereine sowie der Anstalten und Stiftungen des Landes Württemberg, einen besonderen Auswanderungsberatungsdienst, kurze Meldungen, Bücherhinweise und Ankündigungen verschiedener Art. Auch eher feuilletonistische Stücke wie die Liebliche Schilderung einer Hundebewahranstalt und Überlegungen zur „Wirtschaftlichen Bedeutung der Ziegenzucht in Württemberg“ hatten in der zweiten Hälfte des 19. Jahrhunderts noch ihren Platz; ebenso konnte die Schriftleitung gelegentlich selbst zur Linderung sozialer Missstände beitragen: „Bei der Redaktion gingen ein für den Mann aus Erkenbrechtsweiler, welcher eine Kuh verloren hat, eine Reichsmark und für den verunglückten Mann in Heselbronn eine Reichsmark. Die Liebe höret nimmer auf!“
Ununterbrochen durch den Ersten Weltkrieg hindurch, 95 Jahre lang, erschien die Zeitschrift bis zum März 1943, als sie aus „kriegswirtschaftlichen Gründen“ eingestellt wurden. Die erste Nachkriegsausgabe erschien im Januar 1949.

## Thematik
Heute informieren die Blätter der Wohlfahrtspflege über die Vielfalt des sozialen Lebens, diskutiert aktuelle Entwicklungen und soll Akzente in der beruflichen Sozialarbeit setzen. Die Zeitschrift berichtet über Gesellschafts- und Sozialpolitik und beteiligt sich an der internationalen Diskussion über social work.

## Herausgabe
Die Blätter der Wohlfahrtspflege werden herausgegeben vom Wohlfahrtswerk für Baden-Württemberg, das damit als eine Nachfolgeorganisation der Centralleitung des Wohlthätigkeitsvereins einen satzungsgemäßen Stiftungsauftrag erfüllt.